# Yigoga rubra
Yigoga rubra là một loài bướm đêm trong họ Noctuidae.